# FC Le Mont-sur-Lausanne
O Football-Club Le Mont-sur-Lausanne é um clube de futebol com sede em Le Mont-sur-Lausanne, Suíça. A equipe compete na Swiss Challenge League.

## História
O clube foi fundado em 1942. 

## Treinadores
- Serge Duperret
- Diego Sessolo
- Raphael Tagan